# Uganda az 1972. évi nyári olimpiai játékokon
Uganda az NSZK-beli Münchenben megrendezett 1972. évi nyári olimpiai játékok egyik részt vevő nemzete volt. Az országot az olimpián 3 sportágban 33 sportoló képviselte, akik összesen 2 érmet szereztek.

## Érmesek
| Érem  | Versenyző     | Sportág   | Versenyszám     |
| ----- | ------------- | --------- | --------------- |
| Arany | John Akii-Bua | Atlétika  | Férfi 400 m gát |
| Ezüst | Leo Rwabwogo  | Ökölvívás | Légsúly         |

## Atlétika
Férfi
| Versenyző      | Versenyszám    | Előfutam | Előfutam | Előfutam | Negyeddöntő | Negyeddöntő | Negyeddöntő | Elődöntő | Elődöntő | Elődöntő | Döntő   | Döntő    |
| Versenyző      | Versenyszám    | Idő      | Hely.    | Össz.    | Idő         | Hely.       | Össz.       | Idő      | Hely.    | Össz.    | Idő     | Helyezés |
| -------------- | -------------- | -------- | -------- | -------- | ----------- | ----------- | ----------- | -------- | -------- | -------- | ------- | -------- |
| William Dralu  | 100 m          | 10,92    | 7.       | 67.*     | kiesett     | kiesett     | kiesett     | kiesett  | kiesett  | kiesett  | kiesett | kiesett  |
| William Dralu  | 200 m          | 21,87    | 6.       | 48.*     | kiesett     | kiesett     | kiesett     | kiesett  | kiesett  | kiesett  | kiesett | kiesett  |
| Silver Ayoo    | 400 m          | 47,04    | 7.       | 38.      | kiesett     | kiesett     | kiesett     | kiesett  | kiesett  | kiesett  | kiesett | kiesett  |
| Vitus Ashaba   | 1500 m         | 3:45,2   | 8.       | 43.*     |             |             |             | kiesett  | kiesett  | kiesett  | kiesett | kiesett  |
| Vitus Ashaba   | 3000 m akadály | 8:45,0   | 10.      | 34.      |             |             |             |          |          |          | kiesett | kiesett  |
| John Akii-Bua  | 400 m gát      | 50,35    | 1.       | 13.*     |             |             |             | 49,25    | 1.       | 1.       | 47,82   |          |
| Fulgence Rwabu | Maraton        |          |          |          |             |             |             |          |          |          | 2:57:04 | 59.      |

| Versenyző      | Versenyszám | Selejtező | Selejtező | Döntő    | Döntő    |
| Versenyző      | Versenyszám | Eredmény  | Helyezés  | Eredmény | Helyezés |
| -------------- | ----------- | --------- | --------- | -------- | -------- |
| Abraham Munabi | Hármasugrás | 15,82 m   | 22.       | kiesett  | kiesett  |

Női
| Versenyző   | Versenyszám | Előfutam | Előfutam | Előfutam | Negyeddöntő | Negyeddöntő | Negyeddöntő | Elődöntő | Elődöntő | Elődöntő | Döntő   | Döntő    |
| Versenyző   | Versenyszám | Idő      | Hely.    | Össz.    | Idő         | Hely.       | Össz.       | Idő      | Hely.    | Össz.    | Idő     | Helyezés |
| ----------- | ----------- | -------- | -------- | -------- | ----------- | ----------- | ----------- | -------- | -------- | -------- | ------- | -------- |
| Rose Musani | 200 m       | 25,37    | 5.       | 33.      | 25,28       | 8.          | 30.         | kiesett  | kiesett  | kiesett  | kiesett | kiesett  |
| Judith Ayaa | 400 m       | 52,85    | 4.       | 11.*     | 52,68       | 3.          | 15.         | 52,91    | 7.       | 14.      | kiesett | kiesett  |

* - egy másik versenyzővel azonos időt ért el

## Gyeplabda
| Ugandai férfi gyeplabdacsapat-játékoskeret | Ugandai férfi gyeplabdacsapat-játékoskeret |
| --- | --- |
| - Paul Adiga - Ajit Singh Bhogal - Kuldip Singh Bhogal - Avtar Singh Bhurji - Isaac Chirwa - Herbert Kajumba - Joseph Kagimu - Jagdish Singh Kapoor - Upkar Singh Kapoor | - Elly Kitamireke - William Lobo - Ajaip Singh Matharu - George Moraes - Polycarp Pereira - Malkit Singh Sondh - Amarjit Singh Sandhu - Rajinder Singh Sandhu |

### Eredmények
Csoportkör
A csoport
| Csapat              | M | Gy | D | V | G+ | G– | Gk  | P  |
| ------------------- | - | -- | - | - | -- | -- | --- | -- |
| NSZK (FRG)          | 7 | 6  | 1 | 0 | 17 | 5  | +12 | 13 |
| Pakisztán (PAK)     | 7 | 5  | 1 | 1 | 17 | 6  | +11 | 11 |
| Malajzia (MAS)      | 7 | 4  | 1 | 2 | 9  | 7  | +2  | 9  |
| Spanyolország (ESP) | 7 | 2  | 4 | 1 | 9  | 8  | +1  | 8  |
| Belgium (BEL)       | 7 | 2  | 1 | 4 | 8  | 14 | –6  | 5  |
| Franciaország (FRA) | 7 | 2  | 0 | 5 | 6  | 13 | –7  | 4  |
| Argentína (ARG)     | 7 | 0  | 3 | 4 | 4  | 9  | –5  | 3  |
| Uganda (UGA)        | 7 | 0  | 3 | 4 | 6  | 14 | –8  | 3  |

| 1972. augusztus 27. | Malajzia (MAS)             | 3 – 1   | Uganda (UGA) |  |
| 1972. augusztus 27. | Sewa Pathmarajah Mahendran | (1 – 0) | Adiga        |  |

| 1972. augusztus 28. | Franciaország (FRA)    | 3 – 1   | Uganda (UGA) |  |
| 1972. augusztus 28. | Burtschell Coutou Pous | (1 – 0) | K. S. Bhogal |  |

| 1972. augusztus 29. | Pakisztán (PAK)     | 3 – 1   | Uganda (UGA) |  |
| 1972. augusztus 29. | Islam Asghar Sheikh | (2 – 0) | A. S. Sandhu |  |

| 1972. augusztus 31. | Argentína (ARG) | 0 – 0 | Uganda (UGA) |  |
| 1972. augusztus 31. | (0 – 0)         |       |              |  |

| 1972. szeptember 1. | NSZK (FRG) | 1 – 1   | Uganda (UGA) |  |
| 1972. szeptember 1. | Krause     | (1 – 1) | K. S. Bhogal |  |

| 1972. szeptember 3. | Belgium (BEL)  | 2 – 0   | Uganda (UGA) |  |
| 1972. szeptember 3. | Gillard Gilles | (0 – 0) |              |  |

| 1972. szeptember 4. | Spanyolország (ESP) | 2 – 2   | Uganda (UGA)      |  |
| 1972. szeptember 4. | J. Fábregas Sallés  | (2 – 2) | K. S. Bhogal Lobo |  |

A 15. helyért
| 1972. szeptember 7. | Uganda (UGA)                                        | 4 – 1   | Mexikó (MEX) |  |
| 1972. szeptember 7. | R. S. Sandhu J. S. Kapoor A. S. Bhogal K. S. Bhogal | (1 – 1) | O. Huacuja   |  |

| Csapat       | Helyezés |
| ------------ | -------- |
| Uganda (UGA) | 15.      |

## Ökölvívás
| Versenyző         | Versenyszám   | Selejtező                    | 32-es főtábla                  | Nyolcaddöntő                    | Negyeddöntő                     | Elődöntő                      | Döntő                          | Helyezés |
| Versenyző         | Versenyszám   | Ellenfél Eredmény            | Ellenfél Eredmény              | Ellenfél Eredmény               | Ellenfél Eredmény               | Ellenfél Eredmény             | Ellenfél Eredmény              | Helyezés |
| ----------------- | ------------- | ---------------------------- | ------------------------------ | ------------------------------- | ------------------------------- | ----------------------------- | ------------------------------ | -------- |
| James Odwori      | Papírsúly     |                              | Vicente Arsenal (PHI) · RSC    | Said Ahmed El-Ashry (EGY) · RSC | Kim Ugil (Kim U-gil) (PRK) · KO | kiesett                       | kiesett                        | 5.       |
| Leo Rwabwogo      | Légsúly       | Jorge Acuña (URU) · RSC      | Maurice O'Sullivan (GBR) · RSC | Chawalit On-Chim (THA) · 4-1    | Neil McLaughlin (IRL) · RSC     | Douglas Rodríguez (CUB) · 3-2 | Georgi Kosztadinov (BUL) · 0-5 |          |
| Deogratias Musoke | Pehelysúly    | erőnyerő                     | Jouko Lindbergh (FIN) · 0-5    | kiesett                         | kiesett                         | kiesett                       | kiesett                        | 17.      |
| Peter Odhiambo    | Könnyűsúly    | erőnyerő                     | Alfonso Pérez (COL) · 0-5      | kiesett                         | kiesett                         | kiesett                       | kiesett                        | 17.      |
| Mohamed Muruli    | Kisváltósúly  |                              | Calistrat Cuţov (ROU) · 1-4    | kiesett                         | kiesett                         | kiesett                       | kiesett                        | 17.      |
| David Jackson     | Váltósúly     | Victor Zilberman (ROU) · 3-2 | Vladimir Kolev (BUL) · 4-1     | Jesse Valdez (USA) · 1-4        | kiesett                         | kiesett                       | kiesett                        | 9.       |
| John Opio         | Nagyváltósúly | erőnyerő                     | Najden Sztancsev (BUL) · 2-3   | kiesett                         | kiesett                         | kiesett                       | kiesett                        | 17.      |
| Matthias Ouma     | Félnehézsúly  |                              | Tóth Imre (HUN) · 2-3          | kiesett                         | kiesett                         | kiesett                       | kiesett                        | 17.      |